# John Lenning
Johan (John) Christian Conrad Lenning (i riksdagen kallad Lenning i Norrköping) född 19 april 1819 i Hedvigs församling, Östergötlands län, död 25 december 1879 i Sankt Olai församling, Östergötlands län, var en svensk fabrikör.

## Biografi
John Lenning var son till fabrikören Christian Lenning och Johanna Kristina Heitmüller. Åren 1832–1834 studerade han vid Teknologiska institutet i Stockholm, och återvände sedan till hemstaden där han arbetade vid faderns textilfabrik, Drags klädesfabrik, 1839-1842 tog han enklare arbeten i Frankrike, Storbritannien och Belgien och återvände sedan till Sverige.
1854 blev Lenning disponent för Drags Aktiebolag, en av de större textilfabrikerna i Norrköping. Under hans ledning växte företaget och blev större än någonsin tidigare. Från 1872 var han även ledamot av första kammaren, invald i Norrköpings stads valkrets.
Efter Lennings död donerades 1 467 000 kronor till olika ändamål. Bland annat fick John och Matilda Lennings sjukhem 610 000 kronor för sitt arbete med obotligt sjuka och John Lennings vävskola erhöll 300 000 kronor för praktisk och teoretisk undervisning i vävnadskonsten.

## Bilder

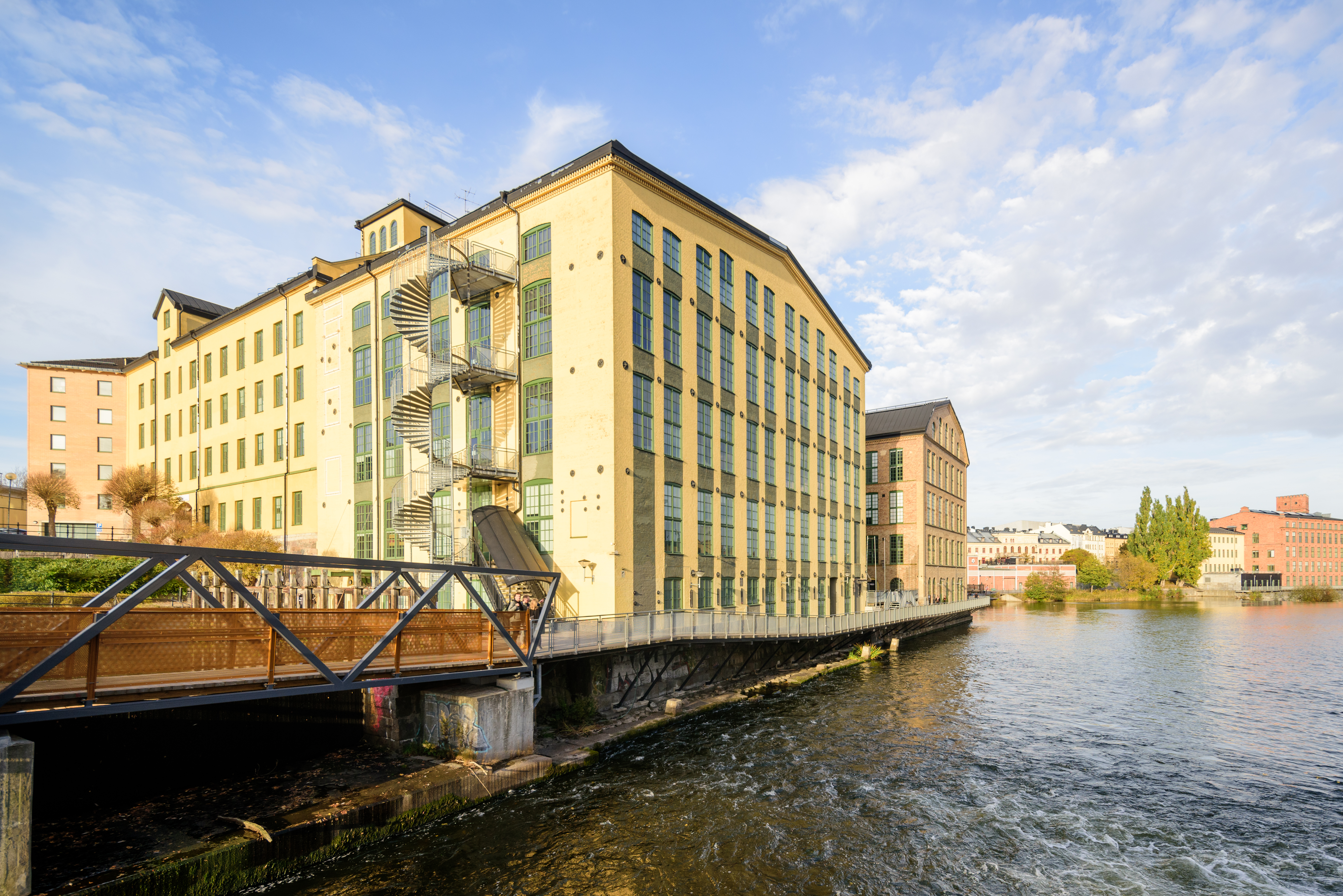
Drags klädesfabrik.
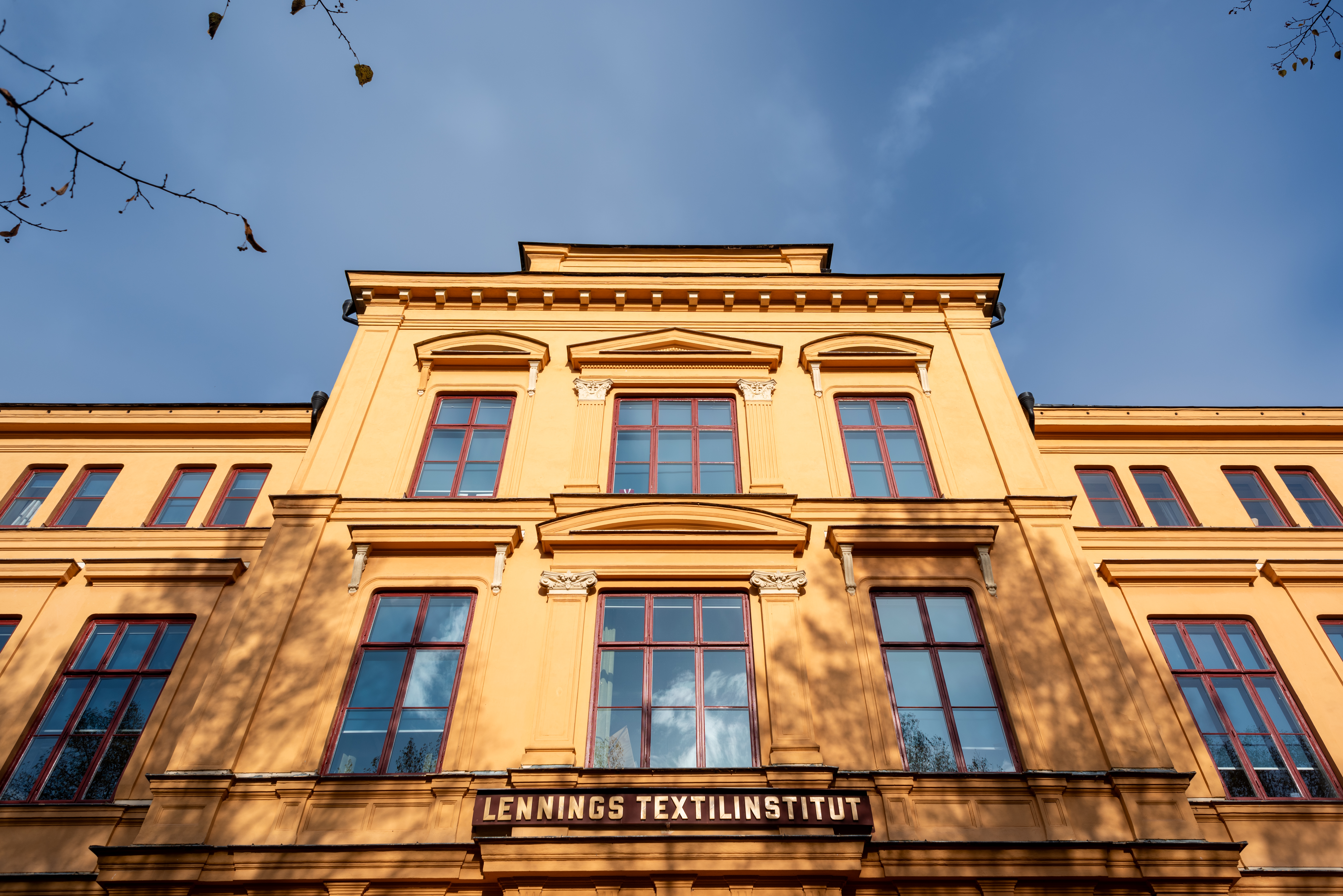
John Lennings vävskola senare Lennings textilinstitut.